# آزادشهر
آزادشهر (پیشتر: شاهپَسَند) شهری در مرکز شهرستان آزادشهر در استان گلستان ایران است.

## جمعیت و مردم
جمعیت شهری آزادشهر در سال ۱۳۹۵، برابر با ۴۳۷۶۰ نفر بوده است. مردم آزاد شهر از اقوام مختلفی هستند از جمله محلی‌ها (طبری ها)، سیستانی‌ها، ترک‌زبان‌ها، ترکمن و بلوچ که هر قومی به زبان خویش سخن می‌گوید ولی زبان محاوره همان زبان فارسی می‌باشد.

## پیشینه
در آزادشهر فعلی در دوره‌های مختلف تاریخی شهرهای مختلفی وجود داشته است و وجود آرامگاه محمدبن زید که ۱۷ سال حکومتی علوی را زمامدار بوده یکی از مهم‌ترین اسناد اثبات قدمت و شکوفایی این شهر تاریخی به‌شمار می‌آید. بر اساس مدارک مکتوب تاریخی آزادشهر در دوره صفویه به شاه‌فسند (شاه‌پسند) معروف بوده همچنین در وقفنامه خواجه مظفرالدین بتکچی به تاریخ ۹۰۹ هجری قمری شاه‌فسند در حوزه کبود جامه معرفی می‌گردد. در تاریخ معاصر از پایان عصر صفوی تا حضور رضا شاه و حضور دوباره مردم در دشت شاه‌پسند دوره ایی از بی‌ثباتی، ناامنی، چپاول و رقابت‌های خشونت بار میان ترکمن‌ها و مردمان بومی صورت می‌پذیرفت و برای چندمین بار روستا نشینی و شهرنشینی در پهن دشت گرگان و همچنین شاه‌پسند دچار ضعف و بحران و انحطاط می‌گردد. با توجه به وجود یک آبادی و روستا تا اواخر دوره صفویه به نام شاه‌فسند محتمل است که شخص شاه یا دولت وی به این پیشینه آگاه بوده و از میان پراکندگی نام‌های محلی نام شاه‌پسند را برای این مکان تاریخی برگزیده‌اند. پس از انقلاب با تصویب مجلس شورای اسلامی نام این شهر را با این تصور که این روستا مورد پسند رضا شاه بوده، از شاه پسند به آزادشهر تغییر دادند.

## فراورده‌ها
مرکبات -آلوجات -
غلات - گندم - جو - برنج- کلزا - پنبه _زیتون _ گلابی _ گردو _گیلاس _آلبالو _گوجه _خیار _ بادمجان _ سیب زمینی _ گل نرگس

## موقعیت
محل تلاقی مسیر ارتباطی ۳ شهر بزرگ گنبد کاووس و گرگان و شاهرود بوده و مسیر ارتباطی شمال کشور به مشهد از این شهر می‌گذرد. به نحوی که از شمال به شهرستان گنبدکاووس، از غرب به مرکز استان (گرگان)، از شرق به جنگل گلستان و استان خراسان و از جنوب هم به شهرستان شاهرود و استان سمنان محدود می‌شود. گرچه شواهد تاریخی بازمانده اندکند، اما می‌توان انتظار داشت به سبب همین موقعیت تاریخی از دیرباز آزادشهر محل سکونت بوده باشد؛ خلاصه از آن رو که در نزدیکی آن امام زاده و زیارتگاه است و اصولاً چنین زیارتگاهی در اماکن مسکونی بنا می‌شود و محل اجتماع است. به نظر می‌رسد آنجاها که در متون تاریخی کهن از «دروازهٔ جرجان» یاد می‌شود، اشاره به نام روستایی باشد که هسته‌ای اولیهٔ همین آزادشهر کنونی است؛ مثلاً گفته شده است که محمد بن جعفر صادق، فرزند امام ششم شیعیان در «باب جرجان» کشته، و به خاک سپرده شد. آزادشهر اقوام مختلفی از سراسر ایران را در خود گنجانده است به همین لحاظ می‌توان آنرا ایران کوچک استان گلستان نامید.